# Xiphocentron aureum
Xiphocentron aureum is een schietmot uit de familie Xiphocentronidae. De soort komt voor in het Neotropisch gebied.